# Jurong Mesjid
Jurong Mesjid is een bestuurslaag in het regentschap Pidie van de provincie Atjeh, Indonesië. Jurong Mesjid telt 440 inwoners (volkstelling 2010).